# Hugo del Carril
Hugo del Carril (Buenos Aires, 30 de novembro de 1912 - Buenos Aires, 13 de agosto de 1989), cujo nome de batismo era Piero Bruno Hugo Fontana, foi um produtor, cineasta, ator, roteirista e cantor argentino.

## Vida

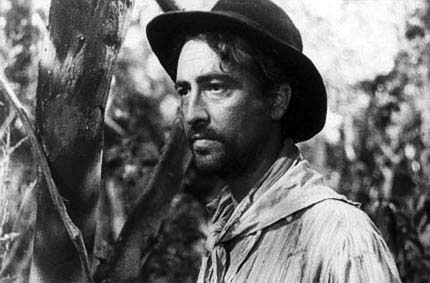
Hugo del Carril em Las aguas bajan turbias (1952)

Hugo del Carril nasceu no bairro de Flores, na casa nº 256 da rua San Pedrito. Seus pais, italianos de confortável situação econômica, foram Orsolina Bertani (nascida na Argentina) e Hugo Fontana (arquiteto nascido em Milão).
Quando del Carril ainda era uma criança, seus pais se separaram e ele foi deixado a cargo de uma da família amiga formada por Francisco e Alina Fauré.
"Eu fui abandonado pelos meus pais quando tinha dois anos e nunca os perdoei", disse ele com pesar anos mais tarde. “Cresci rolando de casa em casa. Mas depois quando meus pais estavam doentes, os cuidei até a morte. Sim, nunca visitei seu túmulo, porque nunca os perdoei. Eu sou assim."
Cursou seus estudos secundários no Colégio Nacional Mariano Moreno, de onde foi expulso por suas repetidas faltas. Costumava frequentar um bar na rua Culpina e Províncias Unidas, onde ia o pessoal do mundo da arte, ansioso para provar-se como cantor.
Em 1927, com apenas 15 anos, fez uma de suas primeiras apresentações com o Irmãos Leguizamon, sob o nome de Pierrot. Entretanto, e para conseguir se manter, trabalhou como operário em uma fábrica de sabão e em uma vidraria. Também usou o pseudônimo de Alejo Pacheco Ramos. Fez incursões como locutor de rádio e "estribilista” (cantor de segunda classe, nos anos 1920 e 1930, que só canta o refrão de cada tango, e que era tocado todo instrumentalmente).
Naquela época, ele viajou para Pocitos (Uruguai), para visitar o avô, o psicólogo Orsini Bertani, expulso da Argentina por sua militância anarquista.
Em 1930, ele conheceu Roberto Acuña, que integrava o radioteatro Chispazos de tradición, que o levou pela primeira vez à Rádio Nacional. Juntos eles formaram a dupla Acuña-Carril, que terminou quatro anos depois, quando da morte de Acuna. Devido a estas circunstâncias, o cantor pensou em abandonar a carreira, chegando a frequentar uma escola noturna para estudar taquigrafia, mas seus amigos o incentivaram a continuar, e em 1935 chegou à Rádio El Pueblo como solista. Seu primeiro contrato foi de 180 pesos por mês. Um ano depois estreou na Rádio El Mundo tocando Guitarra, guitarra mia. Trabalhando, ali conheceu Tito Ribero, que se tornaria seu colaborador musical ao longo da vida. Naquela época, Del Carril rompeu seu noivado com Perla Moreno, uma atriz do momento.
Em 1937, o cineasta Manuel Romero o contratou para gravar um de seus tangos, Tiempos Viejos, no filme Los muchachos de antes no usaban gomina, onde atuou ao lado de Florencio Parravicini, Mecha Ortiz, Arrieta Sabina e Olmos Santiago. A partir de então o selo Lumiton o contratou para três filmes, sendo o primeiro La vuelta de Rocha com Amanda Ledesma, que foi seguido por Tres anclados en Paris e Madreselva. No último conheceu Ana Maria Martinez, então chamada Ana Maria Lynch, com a qual ela viveu uma relação tempestuosa. Com sua fama de galã e ator de aumentando, Del Carril participou de La vida es un tango, La vida de Carlos Gardel, Gente bien, El astro del tango  e Confesión. Em 1941, quebrou o recorde de bilheteria com La canción de los barrios, En la luz de una estrella e Cuando canta el corazón.
Mas sua ascendente carreira artística começaria em 1943 a se misturar com sua grande paixão: a política. Naquele ano, ele filmou La pasión imposible e La piel de zapa, e conheceu o então Ministro da Guerra, Juan Perón, a quem entregou uma carta do ex-presidente mexicano Manuel Ávila Camacho. Em 1944, ele dividiu as honras com Luis Sandrini na comédia Los dos rivales. Em 1945, estreou La cabalgata del circo, onde beijou a atriz María Eva Duarte (que se tornou a esposa de Perón). "Com ela conversamos sobre muitas coisas, mas especialmente as necessidades do povo humilde. Ela sentia-se predisposta a essa gente pela sua origem, que jamais negou ", disse o ator.
No ano seguinte, no México, estrelou em Canción desesperada e La noche y tu com um sucesso extraordinário. Ainda estrelou Compadrón, Che, papusa, oi e Pobre mi madre querida. Durante uma viagem para o México teve que desmentir a própria morte. O boato, o primeiro de vários que se seguiriam, envolvia del Carril e sua companheira Ana Maria Lynch em um acidente de trânsito. Em 1949 ele estrelou, dirigiu e produziu Historia del 900, no qual fez par com Sabina Olmos. Naquele mesmo ano, gravou Marcha Peronista, que o consagrou definitivamente. "O gravei por convicção e por um pedido expresso do general Perón, ainda que soubesse que seria lembrado mais pela marcha do que pelos tangos que gravei," diria tempos depois. No ano seguinte, atuou em El último payador, representando José Betinotti.
Em 1952, Las aguas bajan turbias alcançou o maior êxito de sua extensa filmografia. O roteiro pertencia ao militante comunista anti-stalinista Alfredo Varela, que foi preso pelo governo peronista e mesmo da prisão colaborou com a adaptação. Mas Raul Alejandro Apold, Secretário de Imprensa e Radiodifusão, proibiu Del Carril de cantar na Rádio Splendid, chamando-o de comunista. Del Carril intercedeu ante Perón por Alfredo Varela: "Por que ele está na cadeia?", Perguntou o então presidente. "Por urinar em frente à embaixada soviética", respondeu o artista. Depois de rir, o general respondeu: "Olha, no final, todos somos um pouco comunistas, se no final o que buscamos é a justiça social”. Varela foi imediatamente liberado.
Em 1953 ele dirigiu e estrelou El negro que tenía el alma blanca. Dois anos depois, estrelou Vida nocturna, La Tierra del Fuego e La Quintrala, mas a chamada Revolução Libertadora Argentina, que tinha derrubado o governo em 1955, lhe tomou cinquenta e três salas de estreia, o que significou um desastre econômico. Como se isso não bastasse, foi detido para depor perante a Comissão de Cinema de Inquérito, que também tomou depoimentos de Luis César Amadori e dos Irmãos Mentasti, tendo ficado preso por 41 dias. Em 1956, depois de estrelar El último perro, e durante as filmagens de Más allá del olvido, foi detido, permanecendo na prisão da avenida Las Heras y Coronel Díaz, acusado de ter obtido fundos estatais para financiar La Quintrala. Um ano depois, ela estrelou ao lado de Gilda Lousek Una cita con la vida. Entre os dois, imediatamente se estabelece uma ligação sentimental. Em Montevidéu, com ela e sua mãe, Orsolina Bertani de Fontana, sofre de uma indisposição que fez temer por sua vida. O diagnóstico foi de ataque cardíaco, resultado dos 80 cigarros por dia que fumava.
Restabelecido, em 1960, dirigiu e atuou em Culpable. Por essa época, sozinho e separado de seus antigos amores, conheceu Violeta Curtois, com quem se casou no ano seguinte. Em 1962 dirigiu e estrelou Amorina e Esta tierra es mia, ambos juntamente com Tita Merello, que, após as filmagens, disse: "Ninguém sonhe que é fácil trabalhar com ele. Hugo é muito exigente. Com ele você tem que ensaiar e ensaiar, e somente quando considerar que atingiu o ponto ideal deve ir para as filmagens”. No final desse ano, Hugo sofre um acidente de carro a caminho da cidade de Tandil, na Argentina. Novamente se falou de sua morte trágica. Em 3 de maio de 1963, nasce Marcela Alejandra Fontana, o primeiro fruto de seu amor com Violeta. No ano seguinte, dirigiu e estrelou La calesita, La sentencia e Buenas noches, Buenos Aires. Este último, o primeiro musical a cores da Argentina, teve a participação de figuras como Beba Bidart, Nestor Fabian, Virginia Luque, Mariano Mores, Jorge Sobral, Julio Sosa e Aníbal Troilo e outros. Mas o esforço não foi reconhecido, presumivelmente por causa de seu passado político, e o Instituto Nacional de Cinematografia o exclui da delegação argentina que se apresentou em um festival de Acapulco (México). Em 26 de outubro de 1965, nasce  seu segundo filho, Hugo Miguel, e apenas um ano depois nasce outra menina, chamada Amorina.
Quatro anos depois, Del Carril, que foi pai novamente, desta vez de Eva, foi convocado para estrelar El dia que me quieras, um tributo a Carlos Gardel. Também participou de dois longas-metragens dirigidos por Enrique Carreras: Viva la vida e Amalio Reyes, un hombre.
Em 1971, assinou um contrato de exclusividade com o Canal 11, onde comandou o programa Tango Club. Ao mesmo tempo, continuou se apresentando em Carpa del Pueblo, uma ideia bem sucedida que compartilhou com Saulo Benavente. No mês de outubro, na Igreja da Imaculada Conceição, Hugo e sua esposa Violet batizaram todos os seus filhos, escolhendo como padrinho Juan Domingo Perón, que do exílio enviou um padrinho substituto para representá-lo. Um ano depois, Hugo del Carril e Tita Merello estrearam em uma tenda armada em Mar del Plata, com grande sucesso. Em 1973, estrelou Siempre fuimos compañeros. Nessa altura, e superada a sua proibição política, estrelou La mala vida. Em 1975, dirigiu Yo maté a Facundo, filme com o qual se despediu como diretor. Em 1986, no Teatro Presidente Alvear foi nomeado Cidadão Ilustre de Buenos Aires. Incapaz de superar a perda de sua companheira, falecida em 12 de abril de 1986, em 16 de janeiro de 1988, Hugo Del Carril deu entrada na unidade de terapia intensiva do Hospital Privado de Mar del Plata, com um quadro complexo de infarto do miocárdio. Raul Matera, seu amigo e médico, disse: "Sua vida está sujeita apenas ao seu coração." A recuperação foi lenta e progressiva, o suficiente para assistir em 9 de setembro desse ano, uma homenagem realizada no Luna Park, pelo 50º aniversário de sua primeira atuação.
No entanto, Hugo del Carril falece no dia 13 de agosto de 1989 às 19h40 no Instituto Cardiovascular de Buenos Aires, em virtude de uma descompensação cardíaca. Foi velado como Cidadão Ilustre no Salão dos Passos Perdidos do Conselho da Cidade de Buenos Aires. Seus restos mortais descansam atualmente junto com as de sua companheira Violeta Curtois no cemitério de Olivos.

## Filmografia Argentina

### Diretor
- Historia del 900 (1949)
- Surcos de sangre (1950)
- Las aguas bajan turbias (1952)
- La Quintrala, doña Catalina de los Ríos y Lisperguer (1955)
- Más allá del olvido (1956)
- Una cita con la vida (1958)
- Las tierras blancas (1959)
- Culpable (1960)
- Amorina (1961)
- Esta tierra es mía (1961)
- La calesita (1963)
- La sentencia (1964)
- Buenas noches, Buenos Aires (1964)
- Yo maté a Facundo (1975)

### Roteirista
- Historia del 900 (1949)
- Yo maté a Facundo (1975)

### Intérprete
- La vuelta de Rocha (1937)
- Los muchachos de antes no usaban gomina (1937)
- Madreselva (1938)
- Tres argentinos en París (1938)
- Gente bien (1939)
- La vida de Carlos Gardel (1939)
- La vida es un tango (1939)
- Confesión (1940)
- El astro del tango (1940)
- Cuando canta el corazón (1941)
- En la luz de una estrella (1941)
- La canción de los barrios (1941)
- Amor último modelo (1942)
- La novela de un joven pobre (1942)
- La piel de zapa (1943)
- Pasión imposible (1943)
- Los dos rivales (1944)
- La cabalgata del circo (1945)
- Buenos Aires canta (1947)
- La cumparsita (1947)
- Pobre mi madre querida (1948)
- Historia del 900 (1949)
- Surcos de sangre (1950)
- El último payador (1950)
- Las aguas bajan turbias (1952)
- Vida nocturna (1955)
- Más allá del olvido (1956)
- El último perro (1956)
- Las tierras blancas (1959)
- Culpable (1960)
- Buenos días, Buenos Aires (corto - 1960)
- Esta tierra es mía (1961)
- Amorina (1961)
- La calesita (1963)
- Buenas noches, Buenos Aires (1964)
- La sentencia (1964)
- ¡Viva la vida! (1969)
- El día que me quieras (1969)
- Amalio Reyes, un hombre (1970)
- La malavida (1973)
- Siempre fuimos compañeros (1973)
- El canto cuenta su historia (1976)

### Produção
- Historia del 900 (1949)
- Surcos de sangre (1950)
- La Quintrala, doña Catalina de los Ríos y Lisperguer (1955)
- Más allá del olvido (1956)
- Una cita con la vida (1958)
- Las tierras blancas (1959)
- La calesita (1963)
- La sentencia (1964)
- Buenas noches, Buenos Aires (1964)

### Intérprete da música
- Perón, sinfonía del sentimiento (1999, no estrenada comercialmente)

### Assessoria artística
- La Tierra del Fuego se apaga (1955)